# Derambila macritibia
Derambila macritibia är en fjärilsart som beskrevs av Louis Beethoven Prout 1930. Derambila macritibia ingår i släktet Derambila och familjen mätare. Inga underarter finns listade i Catalogue of Life.